# لا مفر (فلم)
لا مفر (No Way Out) هو فيلم أمريكي صدر في عام 1987 من إخراج روجر دونالدسون، وبطولة الممثل كيفن كوستنر.
وهو فيلم مقتبس من رواية «الساعة الكبيرة» للشاعر والروائي الأمريكي كينيث فيرينغ ونسخة متجددة لفيلم يحمل نفس عنوان الرواية صدر سنة 1948 من إخراج جون فارو وبطولة راي ميلاند وتشارلز وغتون ومورين اوسوليفان وهاري مورغان.

## قصة الفيلم
توم فاريل كيفن كوستنر يشغل منصب ضابط فعال في البحرية الأمريكية، يثبت ذلك عندما ينقذ زميلا له إجتذبته الأمواج إثر عاصفة هوجاء مما يجعله بطلا أمام الجميع وخصوصا مدراءه فيتم إرجاعه إلى واشنطن للعمل مع وزير الدفاع في البنتاغون ديفيد برايس جين هاكمان، بناء على توصية من مستشاره العام وصديق فاريل القديم سكوت بريتشارد ويل باتون. في دوامة الإستخبارات والحرب يكلف فاريل بالتحقيق في مقتل سوزان أتويل شون يونغ امرأة كانت تجمعه بها علاقة، وأثناء البحث يدرك هذا الأخير أن كل القرائن والأدلة التي توصل إليها تتبث أنه القاتل...فكيف ذلك؟ وتتوالى الأحداث.

## الممثلين
- كيفن كوستنر: توم فاريل
- سوف باتون: سكوت بريتشارد
- جين هاكمان: ديفيد برايس
- شون يونغ: سوزان أتويل
- هوارد داف: السيناتور دوفال
- جيسون برنار: الماجور دونوفان
- جورج دزونزا: سام هسيلمان
- فريد دالتون طومسون: مارشال
- إيمان: نينا بكا
- ليون روسوم: كيفن أوبراين
- روبرت كرمان: وكيل CIA
- براد بيت: المدير (في أول ظهور له في السينيما)

## وصلات خارجية
- مقالات تستعمل روابط فنية بلا صلة مع ويكي بيانات

- لأخذ نبذة عن الفيلم

قالب:بوابة السينيما الأمريكية